# Les Chevaux de bois (film, 1896)
 (juillet 2025).
Pour les articles homonymes, voir Les Chevaux de bois.
Pour plus de détails, voir Fiche technique et Distribution.
Les Chevaux de bois est un film français réalisé par Georges Méliès, sorti en 1896. 
Actuellement, le film est considéré comme perdu.